# No More Idols
No More Idols è il secondo album in studio del duo di musica drum and bass britannico Chase & Status, pubblicato nel 2011.

## Tracce
1. No Problem – 4:10
2. Fire in Your Eyes (featuring Maverick Sabre) – 4:15
3. Let You Go (featuring Mali) – 3:54
4. Blind Faith (featuring Liam Bailey) – 3:53
5. Fool Yourself (featuring Plan B & Rage) – 4:34
6. Hypest Hype (featuring Tempa T) – 3:29
7. Hitz (featuring Tinie Tempah) – 3:08
8. Heavy (vs. Dizzee Rascal) – 3:33
9. Brixton Briefcase (featuring Cee Lo Green) – 3:58
10. Hocus Pocus – 3:59
11. Flashing Lights (with Sub Focus featuring Takura) – 4:11
12. Embrace (featuring White Lies) – 4:58
13. Time (featuring Delilah) – 4:20
14. Midnight Caller (featuring Clare Maguire) – 3:45
15. End Credits (featuring Plan B) – 3:20